# Erechthias trichodora
Erechthias trichodora is een vlinder uit de familie van de echte motten (Tineidae). De wetenschappelijke naam van de soort is voor het eerst geldig gepubliceerd in 1911 door Meyrick als Decadarchis trichodora.